# Alun-alun

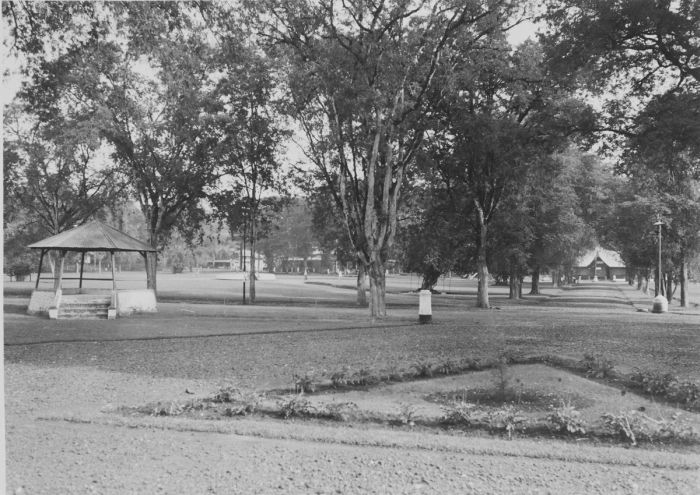
Alun-alun, Fort van der Capellen, Tanah Datar (1938).

Alun-alun is een Javaanse architecturale term voor het grote centrale gemeenschappelijke grasveld of plein te vinden in vele dorpen en steden in Indonesië.
In het hedendaagse Indonesië heeft de term Alun-alun voornamelijk betrekking op de twee grote pleinen van een kraton (paleis).
Elke kraton heeft twee alun-alun: de belangrijkste en meest noordelijk gelegen alun-alun lor en de minder belangrijke en vaak kleinere zuidelijk gelegen alun-alun Kidul. 